# Angelina de Marsciano
Angelina de Marsciano (Montegiove, prop d'Orvieto, Toscana, 1377 - Foligno, 1435) fou una vídua i monja italiana, fundadora del Tercer Orde Regular de Sant Francesc, conegut actualment com la congregació de les Germanes Franciscanes de la Beata Angelina. És venerada com a beata per l'Església Catòlica Romana. Generalment se li atribueix la fundació del Tercer Ordre Regular per a les dones, ja que la seva congregació religiosa va marcar l'establiment de la primera comunitat franciscana de dones que vivien sota el domini del Tercer Ordre Regular autoritzat pel Papa Nicolau V. A diferència de la Segona Ordre del moviment franciscà, les monges clarisses, no eren un orde religiós tancat, però han estat actius al servei dels pobres que les envoltaven durant gran part de la seva història.  És commemorada pels franciscans el 4 de juny; la seva festa litúrgica és el 13 de juliol.
No s'ha de confondre amb la terciària franciscana, també de Foligno, Àngela de Foligno.

## Biografia
Nasqué en 1377 a Montegiove, prop d'Orvieto; era filla de Jacopo, comte de Marsciano, i d'Anna, filla del comte de Corbara. Amb la seva germana es van quedar orfes de molt joves, i les van cuidar els seus avis. Es casà a quinze anys amb el comte de Civitella, Giovanni da Terni, que morí només dos anys després. Angelina restà a càrrec de les terres de Civitella del Tronto. Llavors la vídua prengué la decisió de dedicar la seva vida a Déu, ja que abans de casar-se ja havia pensat a fer-se monja. Prengué l'hàbit del Tercer Orde de Sant Francesc i, amb altres companyes, començà a predicar per la regió els valors de la penitència, el penediment i la virginitat, a més de la caritat envers els necessitats.
Tingué problemes, però, en algunes comunitats on havia cridat les joves perquè adoptessin la vida religiosa. Fou acusada de bruixeria, per l'ascendent que tenia sobre les dones, i d'heretgia, ja que la seva suposada oposició al matrimoni podria entendre's com una forma de maniqueisme. Angelina es defensà davant el rei Ladislau I de Nàpols, que l'exonerà dels càrrecs, però la desterrà, amb les seves companyes, per evitar més problemes.
Anà llavors a Assís, on pregà a Santa Maria degli Angeli; hi tingué una visió on Déu li deia que fundés un monestir i que el posés sota la regla de l'Orde de la Penitència de Francesc d'Assís, a Foligno. El bisbe local aprovà els seus plans perquè així deixés l'activitat evangelitzadora, que no era ben vista en les dones. El convent obrí en 1397, mercè a la col·laboració de Paoluccio Trinci, i fou dedicat a Santa Anna; Angelina en fou la superiora. En 1403 obtingué del papa Bonifaci IX l'autorització per viure en comunitat, sense clausura, seguint la regla franciscana donada per Nicolau IV: per això, i per ésser la primera a obtenir-la, és considerada cofundadora del Tercer Orde Regular de Sant Francesc. Aviat obriren nous convents a Florència, Spoleto, Assís i Viterbo, i altres onze abans de 1436, quan morí la fundadora.
Als monestirs, Angelina donà una particular lectura de l'ideal franciscà i de les clarisses, basat en la pregària com a lloc de trobada amb Déu, l'austeritat de la vida fraterna, i el respecte a la individualitat de les germanes, a més de la proximitat al proïsme amb la seva presència i sosteniment.
Els diversos monestirs van constituir una federació de fraternitats de la Itàlia central, que Martí V reconegué en 1428; Angelina en fou la ministra general. Morí a Foligno el 14 de juliol de 1435.

## Veneració
Va morir el 14 de juliol del 1435 i fou sebollida a l'església franciscana de Foligno; les seves restes foren traslladades a un reliquiari major en 1492. En 2010, les restes foren portades al monestir de Sant’Anna, el primer que havia fundat.
En 1428, Martí V encarregà la congregació de l'educació i instrucció de les joves. En 1617 es convertí en un orde de clausura i vida contemplativa. El 1825 s'aprovà el seu culte públic. El 1903 s'aixecà la clausura i tornà a l'apostolat, prenent el nom de Germanes Franciscanes de la Beata Angelina.